# Température de jonction
 (novembre 2023).
Si vous disposez d'ouvrages ou d'articles de référence ou si vous connaissez des sites web de qualité traitant du thème abordé ici, merci de compléter l'article en donnant les références utiles à sa vérifiabilité et en les liant à la section « Notes et références ».
Sur un composant électronique, la température de jonction est la température locale de la zone de silicium qui forme la jonction. Cette température est supérieure à la température extérieure du boitier. La relation entre la température de jonction et la température externe du composant est donnée par la loi d'Ohm thermique.